# Шанті Гінтон
Шанті Гінтон (англ. Shauntay Hinton; нар. 16 лютого 1979) — акторка, володарка титулу Міс США 2002 року.

## Життєпис
Шанті Гінтон народилася в містечку Старквілл, Міссісіпі, США.
Закінчила середню школу Старквілл, а пізніше навчалася в університеті Говарда.

### Конкурси краси
У листопаді 2001 року Гінтон виграла титул Міс округу Колумбія 2002.
Цей конкурс став для неї першим в житті і потрапила вона туди, так як вчилася в університеті Говарда. 28 лютого 2002 вона представляла округ Колумбія на конкурсі краси Міс США Рік: 2002, що проходив в Гері, штат Індіана. Перемігши в цьому конкурсі, вона стала третьою темношкірою Міс США.
Цього року у фінал конкурсу потрапило 4 афро-американських дівчат з 5 фіналісток. А травні того ж року вона взяла участь в конкурсі Міс Всесвіт, який проходив у Пуерто-Рико.
На 2011 рік вона одна з п'яти Міс США, що не потрапили до півфіналу Міс Всесвіт.

## Акторська кар'єра
Гінтон зіграла роль Бріттані Мерфі в відео грі Command & Conquer 3: Tiberium Wars, що вийшла в 2007 році .
У 2009 році вона зіграла Джесіку Ворнер у двох епізодах ICarly.
У тому ж році вона взяла участь в шоу The Price Is Right. Вона також знялася в епізодичних ролях в серіалах Герої і Мислити як злочинець.